# Robert-Schumann-Forschungsstelle
Die Robert-Schumann-Forschungsstelle war ein eingetragener Verein zur Erforschung des Lebens und künstlerischen Schaffens von Robert und Clara Schumann. Sie wurde am 31. Dezember 2022 aufgelöst.

## Geschichte und Struktur
Die Forschungsstelle wurde 1986 auf Betreiben von Gisela Schäfer, des Kölner Musikwissenschaftlers Klaus Wolfgang Niemöller und des japanischen Musikforschers Akio Mayeda gegründet. Von 2007 bis 2021 hatte sie ihren Sitz im Karl-Arnold-Haus der Wissenschaften in Düsseldorf. Die Forschungsstelle war als Tochterverein der Düsseldorfer Robert-Schumann-Gesellschaft organisiert; Leiter war seit 2007 Ulrich Konrad von der Universität Würzburg. 
An der neben dem Robert-Schumann-Haus bedeutendsten wissenschaftlichen Einrichtung dieser Forschungsrichtung wirkten bis 2021 drei hauptamtliche Mitarbeiter in Düsseldorf und einer in Zwickau. Von Anfang an gab es eine enge Zusammenarbeit zwischen beiden Forschungsstellen, über die damalige Systemgrenze hinaus.

## Wirken
In jüngster Zeit wurde, gemeinsam mit dem Robert-Schumann-Haus Zwickau und der Musikhochschule Carl Maria von Weber Dresden, eine gemeinsame Briefdatei erstellt und eine Schumann-Briefedition herausgegeben. 
Die Forschungsstelle edierte außerdem seit 1991 die Neue „Robert-Schumann-Gesamtausgabe“, die auf ca. 60 Bände angelegt ist. Davon sind bislang 42 Bände bzw. Teilbände erschienen (Stand 2021). Das Projekt wurde 30 Jahre lang – bis zum 31. Dezember 2021 von der Union der deutschen Akademien der Wissenschaften in Mainz gefördert, daneben von den Bundesländern Nordrhein-Westfalen und Sachsen. Gründungsredakteur war Bernhard R. Appel, der 2007 ausschied. Nachfolger wurden Matthias Wendt und Armin Koch. Die Ausgabe erscheint im Schott Verlag.
Nach dem Auslaufen der Förderung wurde die Forschungsstelle am 31. Dezember 2022 aufgelöst.